# Euscelis distinguendus
Euscelis distinguendus är en insektsart som beskrevs av Carl Ludwig Kirschbaum 1858. Euscelis distinguendus ingår i släktet Euscelis och familjen dvärgstritar. Arten är reproducerande i Sverige. Inga underarter finns listade i Catalogue of Life.